# Museo nazionale della Colombia
Il museo nazionale della Colombia è il museo più antico del paese. La sua collezione si divide in arte, storia, archeologia e etnografia. Comprende oggetti di arte colombiana, latinoamericana ed europea ed espone prodotti, disegni, registrazioni, sculture, installazioni e arti decorative dal periodo coloniale fino ad oggi. L'edificio in cui ha sede, progettato come carcere dall'architetto danese Thomas Reed, fu inizialmente chiamato "Panóptico", dal nome del modello di edificio carcerario (Panopticon) a cui era ispirato. Di fronte al museo si trova la stazione sotterranea di TransMilenio, che porta lo stesso nome: "Museo Nacional".

## Storia
Fondato da Congresso della Repubblica il 28 luglio 1823, il Museo Nazionale della Colombia è uno dei musei più antichi del continente americano. Per quasi due secoli ha contribuito alla conservazione e divulgazione di testimonianze rappresentative dei valori culturali della nazione.
Il penitenziario disegnato da Thomas Reed negli anni cinquanta dell'Ottocento e costruito a partire dal 1 ottobre 1874 fu la prigione più importante del paese per quasi 72 anni. Nel 1946 venne realizzato il nuovo carcere La Picota e il governo destinò l'edificio a sede del Museo Nazionale.